# Petroleum County
Petroleum County är ett administrativt område i delstaten Montana, USA. År 2010 hade countyt 494 invånare. Den administrativa huvudorten (county seat) är Winnett. Med sina 494 invånare är det Montanas minst befolkade county, och det sjätte minst befolkade i USA. Det skapades genom att separeras från Fergus County 25 februari 1925, och blev den sista av Montanas idag 56 countyn att skapas.

## Geografi
Enligt United States Census Bureau så har countyt en total area på 4 336 km². 4 284 km² av den arean är land och 52 km² är vatten. 

### Angränsande countyn
- Phillips County, Montana - nord
- Garfield County, Montana - öst
- Rosebud County, Montana - sydost
- Musselshell County, Montana - syd
- Fergus County, Montana - väst

### Städer och samhällen
- Winnett